# Oceaniden
|  | Denne artikel er oprettet af botten Steenthbot ud fra en ekstern database. Den kan derfor have sproglige fejl eller mangler. Denne skabelon kan fjernes efter kontrol af indholdet. |

Oceaniden er en dansk kortfilm fra 2010 instrueret af Gorm Just og efter manuskript af Martin Mortensen.

## Handling
Tre sømænd fanger en havfrue i deres fiskenet. Sømændene forblændes af deres fangst, men den gamle erfarne skipper beordrer havfruen smidt tilbage i havet. Langsomt starter mytteriet.

## Medvirkende
- Tommy Kenter, Skipper
- Mikkel Vadsholt, Ibsen
- Denise Alvine Wencke Gjernøe, Havfruen
- Vincent Rygaard, Splejsen